# Lilla Ustjärnen
Lilla Ustjärnen är en sjö i Marks kommun i Västergötland och ingår i Rolfsåns huvudavrinningsområde.